# ジョージ・シスラー
ジョージ・ハロルド・シスラー（George Harold Sisler, 1893年3月24日 - 1973年3月26日）はアメリカ合衆国オハイオ州マンチェスター出身のプロ野球選手（一塁手）。左投左打。愛称は「ゴージャズ・ジョージ（Gorgeous George）」。
メジャーリーグでヒットを量産し、数少ない四割打者であり、2004年にシアトル・マリナーズのイチローに抜かれるまで、シーズン257安打のMLB記録を84年間保持していた。

## 経歴

### プロ入りとブラウンズ時代
オハイオ州マンチェスターに生まれ、ミシガン大学からセントルイス・ブラウンズに入団。
1915年から85試合に出場し、打率.285、3本塁打の成績を残す。投手も兼任していたが、主に一塁手としてプレイした。
1916年は打率.305を記録し、3年目からは3割5分前後の高い打率を残して一躍スターダムにのし上がる。
1918年には盗塁王を獲得した。1918年シーズン後に徴兵され、タイ・カッブやクリスティ・マシューソンと共にフランスのショーモンに拠点を置くアメリカ合衆国陸軍化学作戦部隊に所属している。
1920年、開幕直後から絶好調で順調に安打数を伸ばし、シーズン257本のMLB記録を打ち立てた。（最多安打記録は2004年にイチローに抜かれるが、イチローの時代が162試合制なのに対し、シスラーの時代は154試合制であった）。この年はリーグトップの打率.407で首位打者を獲得し、二塁打・三塁打・本塁打・打点などでもリーグ2位を記録した。
1922年にはタイ・カッブと激しい首位打者争いを繰り広げ、打率.420、246安打、51盗塁を記録。首位打者・盗塁王に加えて、初のMVPに輝いた。打率.420は近代野球において3番目に高い打率である。142試合で246安打しており、ペース的には1920年よりも多い。また、同年は41試合連続安打の記録も達成しており、1941年にジョー・ディマジオが破るまで近代MLB記録であった。
1923年、目の病気（副鼻腔炎が悪化し視神経を侵される）で1年間を欠場する。
1924年から選手兼任監督として復帰したが、病気以降は走塁や守備で精彩を欠くようになり、打撃も全盛期の成績が残せなくなった。監督業を続けながら、目が悪いながらも打率3割は保っていたが、1926年にデビューの年以来の3割以下（.290）に終わった。

### セネターズ時代
1928年にワシントン・セネタースに移籍した。

### ブレーブス時代
1928年シーズン途中にボストン・ブレーブスに移籍。その後はブレーブスで引退まで3割を保った。
1930年、37歳で引退。同年の打率は.309であった。

### 引退後

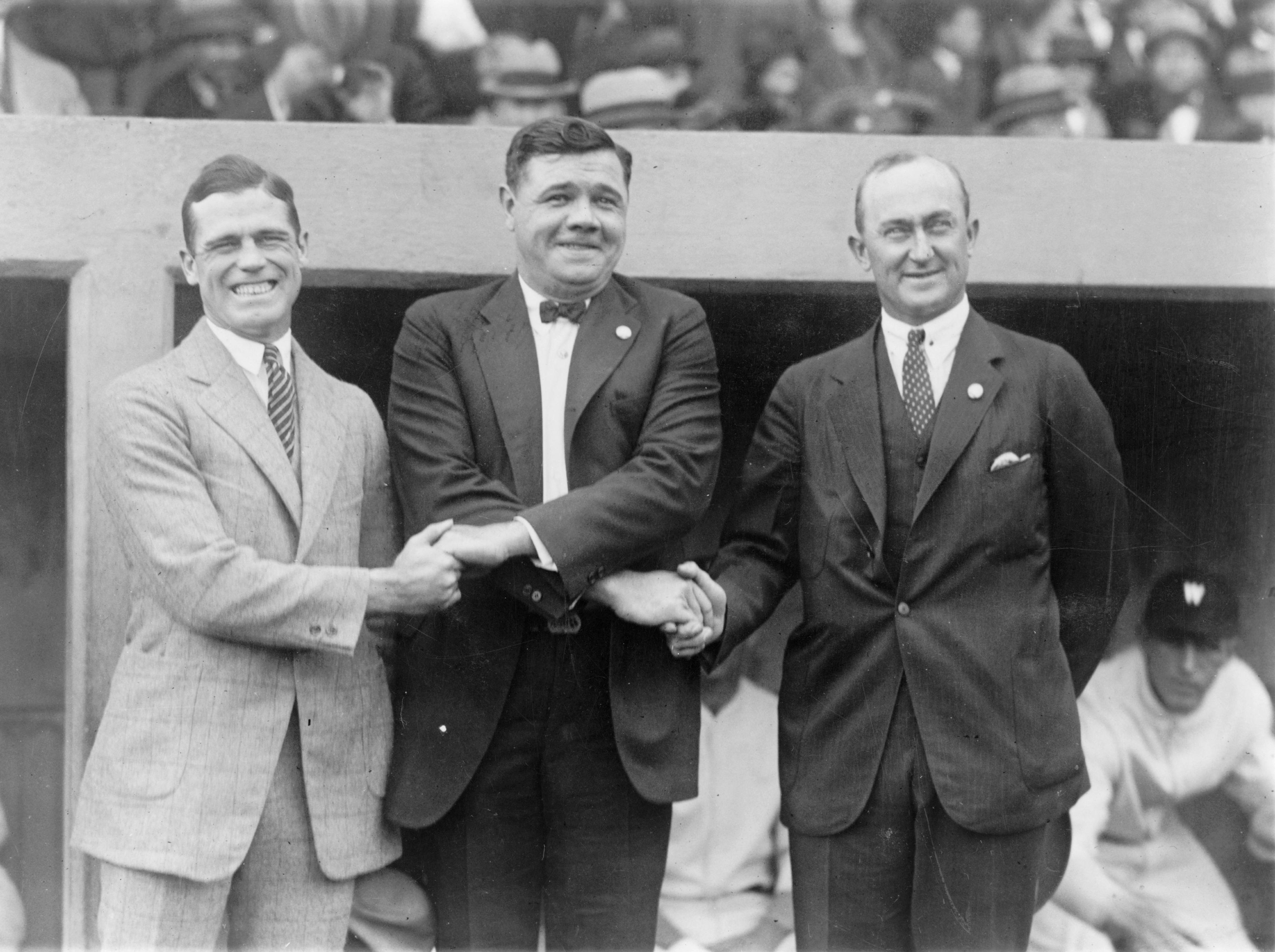
左からジョージ・シスラー、ベーブ・ルース、タイ・カッブ（1924年）

引退後は、ブルックリン・ドジャースのスカウトなどを務める。この時見出したのが、初の黒人メジャーリーガーとなるジャッキー・ロビンソンであった。シスラーは当時のドジャース会長ブランチ・リッキーから「メジャーリーグでも通用する力を持ち、たとえ周囲から苛めに遭っても耐えられる強い意志を持った黒人選手をスカウトしてほしい」という命を受けた。ニグロリーグからスカウトするにあたり、ロビンソンの身辺調査を徹底的に行い、その上でシスラーは自信を持ってリッキー会長にロビンソンを推薦した。
1939年にアメリカ野球殿堂入り。
1973年3月26日、ミズーリ州リッチモンドハイツにて80歳で死去。

## 人物
シスラーには3人の息子がいたが、長男のディック・シスラーと次男のデーブ・シスラーはいずれもメジャーリーガーとなった。長男のディックは1950年のオールスターに出場しヒットを放つなど活躍、殿堂入り選手の息子としては最多の799試合に出場した。
シスラーは病気になる以前は守備でも堅実なプレーを見せ、「ゴージャス」の異名を取った。また、精悍な顔立ちや紳士的な人柄から、「ジェントルマン・ジョージ（Gentleman George）」とも呼ばれていた。1922年までは守備に加えて打撃・走塁面でも傑出していたことから、20世紀の最初の30年間で最高のファーストと呼ばれ、タイ・カッブをして「最も完璧に近い野球選手（the nearest thing to a perfect ballplayer）」と言わしめた。しかし、その活躍の割にはイチローが記録に迫るまでは、ほとんど知られていない選手であった。それは、シスラーが記録を作った1920年にはベーブ・ルースがそれまでの年間本塁打記録を大幅に上回る54本をたたき出し、MLB全体が一気にホームランによるパワーの時代へと変化する転換期だったからである。MLBはその後の長い間、ホームラン時代が続き、シスラーのようなスピードとテクニックの選手は少なからず軽視されていた。

## 詳細情報

### 年度別打撃成績
| 年 度      | 球 団      | 試 合 | 打 席 | 打 数 | 得 点 | 安 打 | 二 塁 打 | 三 塁 打 | 本 塁 打 | 塁 打 | 打 点 | 盗 塁 | 盗 塁 死 | 犠 打 | 犠 飛 | 四 球 | 敬 遠 | 死 球 | 三 振 | 併 殺 打 | 打 率 | 出 塁 率 | 長 打 率 | O P S |
| ---------- | ---------- | ----- | ----- | ----- | ----- | ----- | -------- | -------- | -------- | ----- | ----- | ----- | -------- | ----- | ----- | ----- | ----- | ----- | ----- | -------- | ----- | -------- | -------- | ----- |
| 1915       | SLB        | 81    | 295   | 274   | 28    | 78    | 10       | 2        | 3        | 101   | 29    | 10    | 9        | 12    | --    | 7     | --    | 2     | 27    | --       | .285  | .307     | .369     | .676  |
| 1916       | SLB        | 151   | 644   | 580   | 83    | 177   | 21       | 11       | 4        | 232   | 76    | 34    | 26       | 19    | --    | 40    | --    | 5     | 37    | --       | .305  | .355     | .400     | .755  |
| 1917       | SLB        | 135   | 587   | 539   | 60    | 190   | 30       | 9        | 2        | 244   | 52    | 37    | --       | 15    | --    | 30    | --    | 3     | 19    | --       | .353  | .390     | .453     | .843  |
| 1918       | SLB        | 114   | 506   | 452   | 69    | 154   | 21       | 9        | 2        | 199   | 41    | 45    | --       | 9     | --    | 40    | --    | 5     | 17    | --       | .341  | .400     | .440     | .841  |
| 1919       | SLB        | 132   | 561   | 511   | 96    | 180   | 31       | 15       | 10       | 271   | 83    | 28    | --       | 18    | --    | 27    | --    | 5     | 20    | --       | .352  | .390     | .530     | .921  |
| 1920       | SLB        | 154   | 692   | 631   | 137   | 257   | 49       | 18       | 19       | 399   | 122   | 42    | 17       | 13    | --    | 46    | --    | 2     | 19    | --       | .407  | .449     | .632     | 1.081 |
| 1921       | SLB        | 138   | 635   | 582   | 125   | 216   | 38       | 18       | 12       | 326   | 104   | 35    | 11       | 14    | --    | 34    | --    | 5     | 27    | --       | .371  | .411     | .560     | .971  |
| 1922       | SLB        | 142   | 654   | 586   | 134   | 246   | 42       | 18       | 8        | 348   | 105   | 51    | 19       | 16    | --    | 49    | --    | 3     | 14    | --       | .420  | .467     | .594     | 1.061 |
| 1924       | SLB        | 151   | 684   | 636   | 94    | 194   | 27       | 10       | 9        | 268   | 74    | 19    | 17       | 14    | --    | 31    | --    | 3     | 29    | --       | .305  | .340     | .421     | .761  |
| 1925       | SLB        | 150   | 688   | 649   | 100   | 224   | 21       | 15       | 12       | 311   | 105   | 11    | 12       | 12    | --    | 27    | --    | 0     | 24    | --       | .345  | .371     | .479     | .850  |
| 1926       | SLB        | 150   | 662   | 613   | 78    | 178   | 21       | 12       | 7        | 244   | 71    | 12    | 8        | 16    | --    | 30    | --    | 3     | 30    | --       | .290  | .327     | .398     | .725  |
| 1927       | SLB        | 149   | 661   | 614   | 87    | 201   | 32       | 8        | 5        | 264   | 97    | 27    | 7        | 19    | --    | 24    | --    | 4     | 15    | --       | .327  | .357     | .430     | .787  |
| 1928       | WHS2       | 20    | 51    | 49    | 1     | 12    | 1        | 0        | 0        | 13    | 2     | 0     | 1        | 1     | --    | 1     | --    | 0     | 2     | --       | .245  | .260     | .265     | .525  |
| 1928       | BSN        | 118   | 537   | 491   | 71    | 167   | 26       | 4        | 4        | 213   | 68    | 11    | --       | 14    | --    | 30    | --    | 2     | 15    | --       | .340  | .380     | .434     | .814  |
| '28計      | BSN        | 138   | 588   | 540   | 72    | 179   | 27       | 4        | 4        | 226   | 70    | 11    | 1        | 15    | --    | 31    | --    | 2     | 17    | --       | .331  | .370     | .419     | .789  |
| 1929       | BSN        | 154   | 686   | 629   | 67    | 205   | 40       | 8        | 2        | 267   | 79    | 6     | --       | 20    | --    | 33    | --    | 4     | 17    | --       | .326  | .363     | .424     | .787  |
| 1930       | BSN        | 116   | 470   | 431   | 54    | 133   | 15       | 7        | 3        | 171   | 67    | 7     | --       | 14    | --    | 23    | --    | 2     | 15    | --       | .309  | .346     | .397     | .743  |
| 通算：15年 | 通算：15年 | 2055  | 9013  | 8267  | 1284  | 2812  | 425      | 164      | 102      | 3871  | 1175  | 375   | 127      | 226   | --    | 472   | --    | 48    | 327   | --       | .340  | .379     | .468     | .847  |

- 各年度の太字はリーグ最高

### 通算投手成績
- 24試合登板　5勝6敗　防御率2.35

### 監督としての戦績
| 年 度    | 所 属    | リ ｜ グ | 試 合 | 勝 利 | 敗 戦 | 勝 率 | 順 位 | 備 考    |
| -------- | -------- | -------- | ----- | ----- | ----- | ----- | ----- | -------- |
| 1924     | STB      | AL       | 153   | 74    | 78    | .487  | 4     | 選手兼任 |
| 1925     | STB      | AL       | 154   | 82    | 71    | .546  | 3     | 〃       |
| 1926     | STB      | AL       | 155   | 62    | 92    | .464  | 7     | 〃       |
| 通算成績 | 通算成績 | 通算成績 | 462   | 218   | 241   | .475  |       |          |

### タイトル
- 首位打者：2回（1920年、1922年）
- 盗塁王：4回 （1918年、1921年、1922年、1927年）

### 表彰
- シーズンMVP：1回（1922年）
- アメリカ野球殿堂入り（1939年）
- メジャーリーグベースボール・オールセンチュリー・チームにノミネート（1999年）

### 記録
- 連続試合安打記録：41（1922年）
- サイクル安打：2回（1920年8月8日、1921年8月13日）
- 通算1500安打到達までの試合数は1048試合で、1900年以降2位（1位はアル・シモンズの1040試合）